# プロン・エア

プロン・エア（Pronair Airlines S.L.）は、スペインのアルバセテ空港をハブ空港としていた航空会社・貨物航空会社(チャーター貨物航空)である。2009年に操業を停止した。

## 特徴

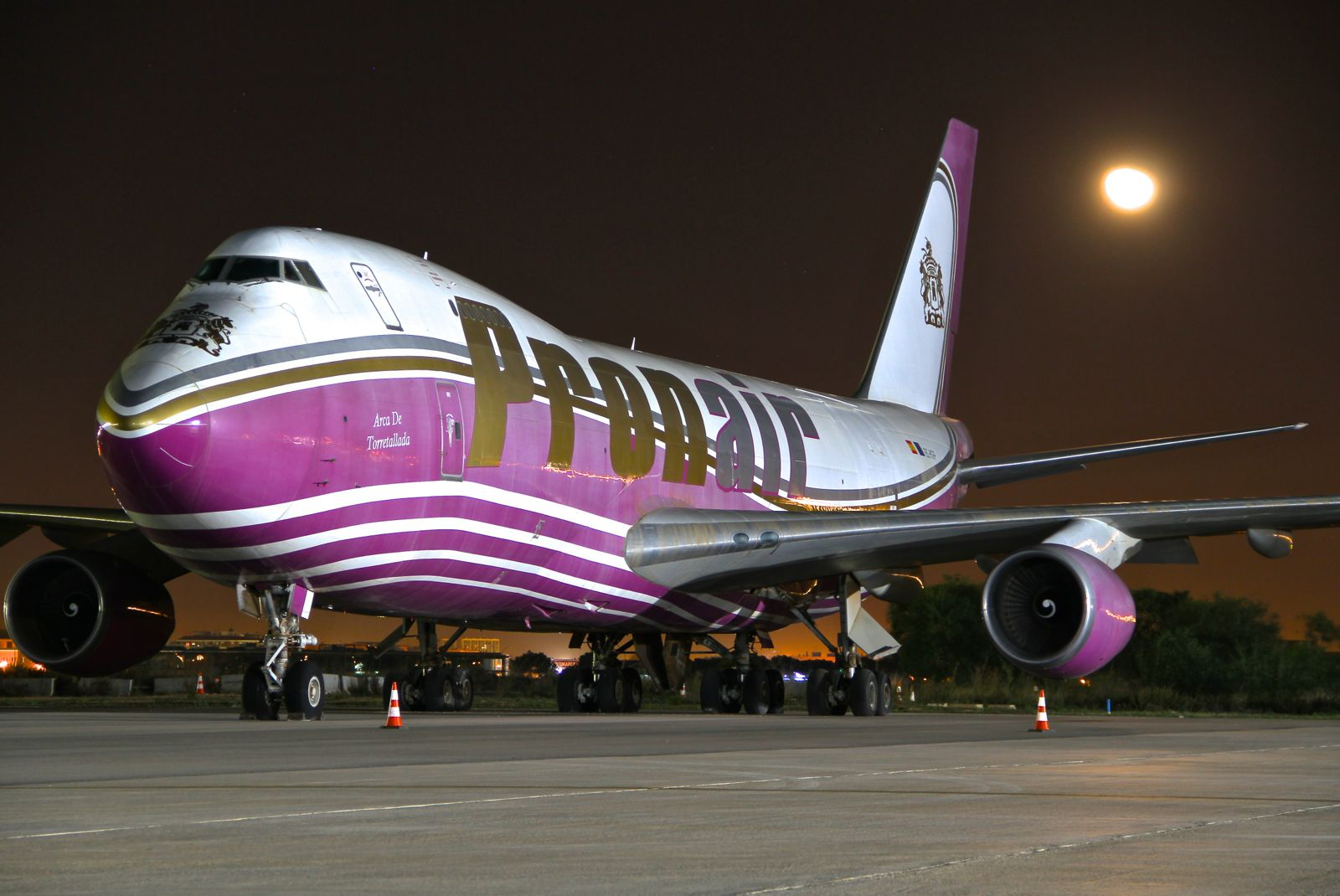
ボーイング747-200F

- 保有していた機材Boeing 747-200Fには、正面コックピット下にロゴが描かれていた。